# Isognathus mossi
Isognathus mossi là một loài bướm đêm thuộc họ Sphingidae. Nó được tìm thấy ở miền đông Brasil và Venezuela.
Chiều dài cánh trước là 36 mm đối với con đực và 41 mm đối với con cái. Nó gần giống loài Isognathus menechus nhưng nhỏ hơn và màu nền của thân và cánh khác. Mỗi năm loài này có thể có nhiều thế hệ. Ấu trùng có thể ăn Apocynaceae.

## Phụ loài
- Isognathus mossi mossi (phía đông Brazil)
- Isognathus mossi fabianae Lichy, 1981 (Venezuela)